# فرط الجرعة من مضادات الاكتئاب ثلاثية الحلقات
فرط الجرعة من مضادات الاكتئاب ثلاثية الحلقات هو تسمم يسببه جرعة زائدة من أدوية مضادات الاكتئاب ثلاثية الحلقات، ويسبب عددا من الأعراض مثل ارتفاع حرارة الجسم، عدم وضوح الرؤية (ضبابية الرؤية) ،توسع حدقة العين، النعاس وتشوش الدماغ والتشتت، نوبات صرعية، تسارع دقات القلب، وربما سكتة قلبية(توقف مفاجئ للقلب)،في حال عدم حدوث هذه الأعراض بغضون ستة ساعات من التسمم فيرجح أنها من غير المحتمل أن تحدث بعد ذلك.  
فرط الجرعة من مضادات الاكتئاب ثلاثية الحلقات قد يحدث بلا قصد« حادثة تسمم» أو قد يكون مفتعل بقصد الانتحار.
بعض الجرعات قد تكون سامة في أنواع محددة من مضادات الاكتئاب،ولكن أغلب الجرعات هي غير سامة بمقدار أقل من 2.5 مغ /كغ.
بالأطفال قد تكون حبة أو حبتان قاتلة. ويجب إدراج تخطيط للقلب في تقرير المريض إذا دعت الحاجة .
 يوصى باستخدام الفحم المنشط في حالات الجرعة الزائدة، بينما يمنع إجبار الشخص على القيء.
يعطى الأشخاص الذين يظهر لديهم في تخطيط القلب معقد كيو ار إس واسع (اكتر من 100 ملي ثانية ) بايكاربونات الصوديوم.
إذا ما رافق المريض نوبات صرع يعطى بنزوديازبين.
وفي حالة وجود انخفاض بضغط الدم عند المريض يعطى سوائل وريدية بالإضافة إلى نورابنفرين، ويمكن استخدام الدهون الوريدية والمستحلبات في بعض الحالات. 
كانت مضادات الاكتئاب ثلاثية الحلقات الأدوية الأكثر تسببا بالتسمم لبدايات العام 2000. في الولايات المتحدة لعام 2004 رصد أكثر من 12.000 حالة . في المملكة المتحدة تتسبب هذه المجموعة بأكثر من 270 وفاة بالسنة. أول حالة جرعة زائدة سجلت عام 1959.    

## الأعراض والعلامات
الجهاز العصبي الذاتي الطرفي والمركزي، بالإضافة إلى القلب هي أكثر الأجهزة التي تتأثر من فرط الجرعة.
الأعراض الأولية والخفيفة تظهر عادة بغضون ساعتين، متضمنة تسارع دقات القلب،نعاس، جفاف الفم وتجويفه، الإعياء والاستفراغ، احتباس المثانة،تشوش وقلة تركيز وحالة هياج اضطراب نفسي مع زيادة في التوتر والقلق.
وقد تحدث بعض الأعراض الأخطر كنزول الضغط،وعدم انتظام في دقات القلب، هلوسات ونوبات من الصرع، اضطرابات في تخطيط القلب ECG ومشاكل أخرى عديدة في المسار القلبية قد تحدث أكثرها شيوعا تسرع القلب الجيبي الذي ينشأ من العقدة الجيبية الاذينية، تباطؤ التوصيل بين البطيني الذي ينتج عنه استطالة في معقد كيو ار اس وفترات موجات البي ار/كيو تي.
نوبات الصرع، واضطراب المسار القلبي وانقطاع التنفس هي أكثر المشاكل خطورة.  

## الأسباب
ثلاثية الحلقات لها مؤشر علاجي (منسب)ضيق حيث أن الجرعة العلاجية قريبة جدا من الجرعة السامة، ومن العوامل التي تزيد الخطورة هي العمر المتقدم، الحالات القلبية غير المستقرة، واستخدام أدوية أخرى مصاحبة، ومن الجدير بالذكر أن فحص مستوى الدواء المصلي غير مفيد بالتنبؤ بخطر نوبات الصرع أو اضطراب دقات القلب قي حالة فرط الجرعة.  

## الفسيولوجيا المرضية
أكثر حالات التسمم بالمضادات الثلاثية تحدث بأربع تأثيرات دوائية،
مضادات الاسيتيل كولين، تسبب انغلاق واسع بمسترجعات النورابنفرين عند التشابك العصبي ما قبل الجانجليا،
انسداد بمستقبلات ألفا الادرينالية، وبشكل هام انغلاق قنوات الصوديوم الغشائية مما يؤدي ألى بطؤ في إزالة الاستقطاب مما يؤدي إلى أثر مشابه للكوانيدين في تخطيط العضلة القلبية.

## التشخيص

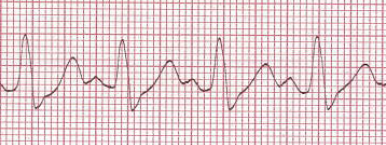
QRS widening seen in a person who has overdosed on TCAs

يجب إجراء تحليل دم مخصص للتحقق من عدم إمكانية وجود تسمم، يجب إدراج التخطيط القلبي في التقرير  الطبي عند وجود قلق من فرط الجرعة.

## العلاج
أصحاب الحالات المماثلة يتم مراقبتهم تحت العناية المركزة لمدة أقلها 12ساعة مع رعاية واهتمام شديد يعطى للمحافظة على مجرى التنفس مفتوحا، بالإضافة إلى مراقبة ضغط الدم والرقم الهيدروجي للدم الشرياني، ومراقبة مستمرة للتخطيط القلبي.
العلاج التكميلي يعطى عند الضرورة، من المساعدة التنفسية واللازم للمحافظة على حرارة الجسم.
وعند انتظام الدقات القلبية لمدة تزيد عن 24ساعة يكون جسده بشكل عام خالي  من الدواء.طبيا.

### تنظيف الجسم
العلاج الابتدائي لفرط الجرعة المفاجئ يتضمن إزالة التلوث المعوي، ويمكن ذلك بإعطاء الفحم المنشط، الذي يرسب الدواء عليه فيمتصه من المعدة، وقد يعطى من الفم أو بأنبوب أنفي معوي.الفحم المنشط هو الأكثر فائدة إذا أعطي بغضوم ساعة إلى ساعتان من تناول الدواء. طرق أخرى لإزالة التلوث ك مضخة المعدة، ونبتة عرق الذهب المساعدة على القيء، أو طريقة ري كامل الأمعاء باستخدام الأدوية الخاصة لا تنفع عادة وغير موصى بها بحالة تسمم ثلاثية الحلقات.قد تستخدم مضخات المعدة بغضون ساعة من التناول لكن الأدلة على فائدتها ضعيفة.

### العلاج الدوائي
ظهرت فعالية استخدام حقن بيكربونات الصوديوم كمضاد سمية لحل مشكلة الحمض الأيضي والمشاكل القلبية الوعائية للتسمم.في حالة عدم نجاح علاج
```
بيكربونات الصوديوم لتنظيم وضع القلب، قد تستخدم العلاج التقليدي المضاد للاضطراب القلبي  أو المغنيسيوم لإعادة أي اضطرابات قلبية لطبيعتها.بينما لم تظهر أي فائدة من استخدام الأدوية المضادة للاضطراب القلبي من النوع الأول وقد ظهر أنها تزيد انغلاق قنوات الصوديوم سوءا، وتضعف سرعة التوصيل، وتثبط الانقباض، لذلك يمنع استخدامها بحالة فرط الجرعة.
```

يعالج الضغط المنخفض مبدئيا باستخدام السوائل مع
البيكربونات لمعاكسة الحمض الأيضي إن وجد، وإذا بقي الضغط منخفضا بالرغم من ذلك فيجب استخدام موازنات أخرى للضغط كالابنفرين،نورابنفرين، والدوبامين، لرفع الضغط.
من الأعراض الخطيرة الأخرى هي النوبة الصرعية، ويمكن حلها باعطاء بنزوديازبين.أو أية مضادات للتشنج قد تتطلبها فرط النشاط العضلي المتواصل.لا  يتم استخدام الفسواستيجمن في علاج السمية كونها تزيد من السمية على القلب ومن الممكن تسببها بنوبة صرعية.في الحالة الخطيرة من فرط السمية  سجلت فائدة مستحلبات الدهون الوريدية  في تحسين الأعراض والعلامات في للمريض الذي يعاني من السمية  المتضمنة لعدة أنواع من المواد المحبة للدهون، لذلك قد تستخدم الدهون كطريقة أساسية في علاج الحالات الخطيرة من تسمم المضادات الثلاثية المقاوم.

### غسيل الكلى
تعد مضادات الاكتئاب ثلاثية الحلقات شديدة الارتباط البروتيني ولها توزع حجمي كبير بالجسد، لذلك فإن إزالة هذه المواد من الدم بالغسيل الكلوي  ،أو الغسيل والتصفية الدموية أو أي طريقة لا تعود عادة لها فوائد واضحة ومؤكدة.

## علم الأوبئة
أظهرت الدراسات في الغام 1990 في أستراليا والولايات المتحدة أن ما بين 8-12%من التسمم الدوائي يكون بسبب تناول مضادات الاكتئاب ثلاثية الحلقات.هذه المضادات قد تكون سببا ل33% من مجمل جميع وفيات تسمم فرط الجرعة، لتحتل المرتبة الثانية بعد المهدئات.سجلت دراسة أخرى 95%من وفيات مضادات الاكتئاب في انجلند ووالس بين عام 1993-1997 كانت مرتبطة بهذه المضادات وبشكل أساسي مرتبطة بالدوثيبين، والاميتريبتيلين.وقد حدد أن هناك5.3 وفاة بين كل 100000 وصفة دوائية. مغلقات قنوات الصوديوم كالديلانتين لا يجب استخدامها في علاج فرط الحرعة لثلاثية الحلقات لأنه إغلاق هذه القنوات سيزيد من اضطراب التخطيط القلبي.